# Суррои, Реджаи
Реджаи Суррои (алб. Rexhai Surroi, сербохорв. Реџаји Суроји, Redžaji Suroji; 8 июня 1929 — 22 декабря 1988) — югославский журналист, дипломат и политик родом из Косово.
Он был членом первого поколении косовских школьников, которые окончили среднюю школу на албанском языке в бывшей Югославии (1947–1948). Он учился на юридическом факультете Белградского университета. Он также был одним из немногих албанцев, которые стали послами Югославии. Отец Ветона Суррои.
Он был активным футболистом, прежде чем стать журналистом и редактором еженедельника Zani i Rinis. Он был редактором радио Приштины, где он позже стал директором в середине 60-х годов. В 1969–1970 гг. он работал заместителя главы правительства Социалистического автономного края Косово, был одним из самых ярых сторонников создания Университета Приштины (единственного университета в Югославии, где языком обучения был албанский). В 1971 году он был назначен послом Югославии в Боливии, в 1974–1977 гг. занимал должность заместителя Министра иностранных дел. С 1977 по 1981 он жил в Мехико, где был послом Югославии в Мексике, Гондурасе и Коста-Рике, а с 1981 по 1983 он снова занимал должность заместителя Министра иностранных дел. С 1983 по 1985 он был генеральным менеджером крупнейшей албанской медиакомпании в Косово Rilindja. Далее, с 1985 по 1988 гг., он был послом Югославии в Испании, где и умер.
Он является автором ряда работ на албанском языке, таких, как Besniku, Dashunija dhe urrejtja, Pranvera e tretë и Orteku I & II.